# 林戈 (新墨西哥州)
林戈（英語：Lingo）是位於美國新墨西哥州羅斯福縣的非建制地區。

## 歷史
林戈的郵局於1918年設立，其後於1986年停運。

## 地理
林戈所處的海拔為高於海平面1214米（即3983英呎），而該地所採用的時區為UTC-7，即北美山地时区（MST）。同時該地設有夏令時間，為UTC-7調快一小時，即UTC-6（MDT）。